# Donkerland
Donkerland (Engels: Dunland) is een fictieve landstreek die voorkomt in de werken van J.R.R. Tolkien.
Donkerland ligt in Eriador aan de voet van de Nevelbergen ten zuiden van het oude elfenkoninkrijk Eregion. Ten zuiden van de streek ligt de vesting Isengard en nog verder de westelijke grenzen van Rohan.
Het land wordt bevolkt door mensen die Donkerlanders (Dunlendings) genoemd werden. Dit volk was overwegend lang en hun haar was donker maar ze waren verwant aan het Huis van Haleth en daardoor uiteindelijk ook aan de Dúnedain.
De namen Donkerland en Donkerlanders waren namen die waren gegeven door de Rohirrim vanwege hun uiterlijk. (In het Oud-Engels, dat model stond voor het Rohorric, de taal van de Rohirrim, betekent het woord dunn in het Nederlands bruin.) In eerdere tijden waren ze al bekend aan de elfen en de Dúnedain, die ze enedwaith noemde, wat midden-volk betekent. Het gebied ligt namelijk tussen de oorspronkelijke grenzen van Gondor, bij Isengard, en de zuidgrens van het verloren gegane Arnor. Door het gebied liep de oude Zuiderweg, die bij de bruggen Tharbad de rivier de Gwathló passeert die de grens van Dunland vormde.
In de Tweede Era 2510 kwamen de Donkerlanders in aanraking met de Eorlingas, ook bekend als de Rohirrim, die van Gondor de provincie Calenardhon kregen om te bewonen en daar het koninkrijk Rohan stichtten. De Rohirrim claimde ook het gebied tussen de rivieren Isen en Adorn als de Westmark van Rohan. dit gebied werd van oudsher echter ook door Donkerlanders bewoond waardoor er spanningen ontstonden tussen de twee volken.
In 2741–2759 werd er een openlijke oorlog gevoerd tussen de Rohirrim en de Donkerlanders. De leider van de Donkerlanders, Freca, was van gemengd bloed. Freca had geprobeerd de troon van Rohan voor zichzelf te claimen door een huwelijk tussen zijn zoon Wulf en de dochter van Helm Hamerhand aan de koning van Rohan voor te stellen. Helm doodde Freca en Wulf belegerde de Hoornburg in wat later Helmsdiepte zou heten. Helm en zijn zonen stierven maar Helms neef Fréalaf verdreef de Donkerlanders.
In de Oorlog om de Ring buitte de tovenaar Saruman de haat van de Donkerlanders uit door hen op te stoken tegen de mensen van Rohan en velen vochten mee bij zijn invasie van Rohan en de beslissende Slag van de Hoornburg. Uiteindelijk wonnen de Rohirrim de slag, maar de overlevende Donkerlanders mochten terugkeren naar hun thuisland (hetgeen hun verbaasde vanwege hun vooroordelen en Sarumans leugens). Er werd echter wel geëist dat de oude vijandschappen voorgoed moesten eindigen en dat de Donkerlanders nooit meer gewapend de rivier de Isen zouden oversteken.